# مهدی ذاکریان
مهدی ذاکریان متولد ۱۹۶۹ در بابل استاد دانشگاه، کارشناس روابط بین‌المللی و متخصص حقوق بشر اهل ایران است.
او استاد روابط بین‌الملل در دانشگاه آزاد اسلامی واحد علوم و تحقیقات تهران و مدیر مسئول و بنیانگذار فصلنامه مطالعات بین‌المللی است.

## زندگی‌نامه
مهدی ذاکریان متولد ۱۹۶۹ در بابل است. او بنیانگذار انجمن ایرانی روابط بین‌الملل بوده است و از سال ۱۳۸۶ تا ۱۳۸۹ ریاست آن را بر عهده داشته است.

## فعالیت‌ها
ذاکریان از متخصصان مسائل حقوق بشر در ایران به‌شمار می‌رود و در دور چهار گفتگوهای حقوق بشری میان دولت ایران و اتحادیه اروپا عضو هیئت مذاکره کننده ایرانی بود. ذاکریان استاد مدعو در دانشکده حقوق دانشگاه سوربون پاریس و نیز پنسیلوانیا بوده است. به علاوه، او در دانشکده مطالعات شرقی و آفریقایی (SOAS) نیز تدریس می‌کند.
در شهریور ۱۳۸۷، زمانی که به دعوت دانشگاه پنسیلوانیا برای تدریس قرار بود به ایالات متحده سفر کند، بازداشت شد. دانشکده حقوق این دانشگاه آمریکایی به این اقدام اعتراض کرد و در نامه‌ای از ذاکریان با عنوان شخصیتی مورد احترام در زمینه حقوق بشر در جهان اسلام و حوزه روابط بین‌الملل نام برد و خواستار آزادی او شد. سازمان عفو بین‌الملل بازداشت او را با انگیزه‌های سیاسی قلمداد کرد و بابت احتمال شکنجه و بدرفتاری با این استاد دانشگاه ابراز نگرانی کرد. فروردین ۱۳۸۸، هنگامی که ذاکریان قصد سفر به فلورانس ایتالیا برای شرکت در کنفرانسی درباره فلسطین را داشت گذرنامه او توقیف و وی ممنوع الخروج شد. او یکی از برگزارکنندگان این همایش با عنوان عدالت انتقالی در سرزمین‌های اشغالی بود.

## کتابها
- همه حقوق بشر برای همه، نشر میزان
- محاکم کیفری بین‌المللی، نشر تیسا، ۱۳۹۳
- سازمانهای بین‌المللی، اصول و چالش‌ها (همراه با محمدجواد ظریف و دیگران)، انتشارات جهان سیاست، ۱۴۰۲
- درآمدی بر حقوق بشر در اسلام، انتشارات جهان سیاست
- متون کلیدی حقوق و روابط بین‌الملل، نشر تیسا، ۱۳۹۲
- حقوق بشر در هزاره جدید، انتشارات دانشگاه تهران
- سیاست‌گذاری‌های حقوق بشر در خاورمیانه، نشر خرسندی
- اخلاق و روابط بین الملل، انتشارات دانشگاه امام صادق